# Desa Penawangan (administrativ by i Indonesien, lat -7,05, long 110,84)
Desa Penawangan är en administrativ by i Indonesien.   Den ligger i provinsen Jawa Tengah, i den västra delen av landet, 500 km öster om huvudstaden Jakarta.